# Hooivorkbifurcatie

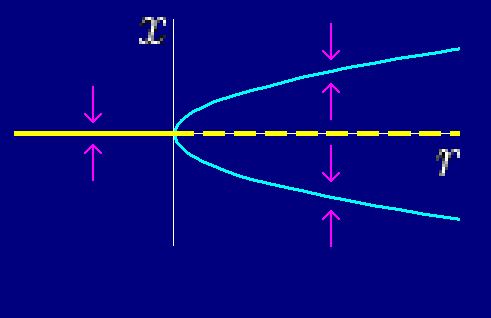
(superkritische) hooivorkbifurcatie. Horizontaal: de parameterwaarde. Verticaal: De variabele. Geel en lichtblauw: Stabiel (getrokken) en onstabiel (gestreept) evenwichtspunt. Paarse pijlen: richting waarin het systeem zich ontwikkelt

Hooivorkbifurcatie (Engels: pitchfork bifurcation) is de splitsing van een systeem van één stabiele stationaire oplossing naar twee. Volgens de bifurcatietheorie ontstaan daarbij twee nieuwe stabiele stationaire oplossingen of evenwichtspunten en verdwijnt de oorspronkelijke oplossing niet, maar wordt onstabiel.
Het gedrag van de hooivorkbifurcatie wordt beschreven door de normaalvorm:
{\displaystyle {\frac {dx}{dt}}=x(r-px^{2}).}
Voor p=1 is deze bifurcatie superkritisch.

Voor {\displaystyle r<0} heeft het systeem dan één stabiel evenwichtspunt bij {\displaystyle x=0}.

Voor {\displaystyle r>0} zijn er twee stabiele evenwichtspunten bij {\displaystyle x=\pm {\sqrt {r}}} en één onstabiel punt voor {\displaystyle x=0}.

De bifurcatie vindt plaats bij {\displaystyle r=0}.
Net als de Hopf-bifurcatie heeft de hooivorkbifurcatie een subkritische vorm voor p=-1. De stabiliteit is dan omgekeerd: het oorspronkelijke evenwichtspunt is onstabiel, net als twee van de drie uiteindelijke evenwichtspunten.
Bij de hooivorkbifurcatie ontstaan dus twee nieuwe evenwichtspunten op de plek waar er al één was. Het bestaande evenwichtspunt wordt (bij de superkritische bifurcatie) onstabiel. Het netto effect is dat het systeem overgaat van één naar twee stabiele evenwichtspunten.
Een voorbeeld van een (superkritische) hooivorkbifurcatie is een schakelaar. Als die bijvoorbeeld met een veer in één stand wordt gezet, dan is er maar één evenwichtstoestand. Maar als de veer is ontspannen, dan zijn er twee stabiele toestanden (de twee toestanden van de schakelaar) en één onstabiele (als de schakelaar precies in het midden staat).
In het algemeen kan een hooivorkbifurcatie voorgesteld worden als een hobbel die ontstaat in een dal (van een energielandschap). De evenwichtstoestand (de bodem van het dal) wordt dan onstabiel, maar er ontstaan twee nieuwe stabiele evenwichtstoestanden (dalen) aan beide zijden van de hobbel.